# 전라남도의 유형문화재 (제101호 ~ 제200호)
전라남도 유형문화재는 지방유형문화재 중에서 전라남도에 있는 문화재를 의미한다.

## 지정목록

### 제101호 ~ 제200호
| 번호  | 사진 | 명칭                                                                                | 소재지                                          | 관리자 (단체)        | 지정일                                                                     | 참조 |
| 101호 |      | 정수사대웅전 (淨水寺大雄殿)                                                         | 전남 강진군 대구면 용운리 26                    | 정수사               | 1985년 2월 25일 지정                                                       |      |
| 102호 |      | 금탑사극락전 (金塔寺極樂殿)                                                         | 전남 고흥군 포두면 봉림리 700                   | 금탑사               | 1985년 2월 25일 지정                                                       |      |
| 103호 |      | 담양향교 (潭陽鄕校)                                                                 | 전남 담양군 담양읍 향교리 323                   | 담양향교             | 1986년 11월 1일 지정                                                       |      |
| 104호 |      | 창평향교 (昌平鄕校)                                                                 | 전남 담양군 고서면 교산리 138                   | 창평향교             | 1985년 2월 25일 지정                                                       |      |
| 105호 |      | 장성향교 (長城鄕校)                                                                 | 전남 장성군 장성읍 성산리 110                   | 장성향교             | 1985년 2월 25일 지정                                                       |      |
| 106호 |      | 보성향교 (寶城鄕校)                                                                 | 전남 보성군 보성읍 보성리 126                   | 보성향교             | 1985년 2월 25일 지정                                                       |      |
| 107호 |      | 장흥향교 (長興鄕校)                                                                 | 전남 장흥군 장흥읍 교촌리 4                     | 장흥향교             | 1985년 2월 25일 지정                                                       |      |
| 108호 |      | 고흥향교 (高興鄕校)                                                                 | 전남 고흥군 고흥읍 행정리 149                   | 고흥향교             | 1985년 2월 25일 지정                                                       |      |
| 109호 |      | 옥과향교 (玉果鄕校)                                                                 | 전남 곡성군 옥과면 옥과리 14-1                  | 옥과향교             | 1985년 2월 25일 지정                                                       |      |
| 110호 |      | 구례향교 (求禮鄕校)                                                                 | 전남 구례군 구례읍 봉서리 1472                  | 구례향교             | 1985년 2월 25일 지정                                                       |      |
| 111호 |      | 광양향교 (光陽鄕校)                                                                 | 전남 광양시 광양읍 우산리 509                   | 광양향교             | 1985년 2월 25일 지정                                                       |      |
| 112호 |      | 낙안향교 (樂安鄕校)                                                                 | 전남 순천시 낙안면 교촌리 222                   | 낙안향교             | 1985년 2월 25일 지정                                                       |      |
| 113호 |      | 함평향교 (咸平鄕校)                                                                 | 전남 함평군 대동면 향교리 590-1                 | 함평향교             | 1985년 2월 25일 지정                                                       |      |
| 114호 |      | 무안향교 (務安鄕校)                                                                 | 전남 무안군 무안읍 교촌리 261-1                 | 무안향교             | 1985년 2월 25일 지정                                                       |      |
| 115호 |      | 강진향교 (康津鄕校)                                                                 | 전남 강진군 강진읍 동성리 691-1                 | 강진향교             | 1985년 2월 25일 지정                                                       |      |
| 116호 |      | 향림사삼층석탑 (香林寺三層石塔)                                                     | 전남 순천시 석현동 230                          | 향림사               | 1985년 2월 25일 지정                                                       |      |
| 117호 |      | 보성유신리마애여래좌상 (寶城유신里磨崖如來坐像)                                     | 전남 보성군 율어면 유신리 125                   | 임공석               | 1985년 2월 25일 지정, 1988년 4월 1일 해제, 보물 제944호로 승격             |      |
| 118호 |      | 선암사선조암지부도 (仙岩寺禪助庵址浮屠)                                             | 전남 순천시 승주읍 죽학리 산48-1                | 선암사               | 1985년 2월 25일 지정, 1993년 11월 19일 해제, 보물 제1184호로 승격          |      |
| 119호 |      | 도림사괘불 (道林寺掛佛)                                                             | 전남 곡성군 곡성읍 월봉리 327                   | 도림사               | 1985년 2월 25일 지정, 2002년 7월 2일 해제, 보물 제1341호로 승격            |      |
| 120호 |      | 장성 오산창의비와 창의사 (長城 鰲山倡義碑와 倡義祠)                                 | 전남 장성군 북이면 모현1길 70-7                 | 오산사               | 1985년 2월 25일 지정                                                       |      |
| 121호 |      | 쌍계사대웅전 (雙溪寺大雄殿)                                                         | 전남 진도군 의신면 사천리 76                    | 쌍계사               | 1985년 2월 25일 지정                                                       |      |
| 122호 |      | 보성반석리석불좌상 (寶城盤石里石佛坐像)                                             | 전남 보성군 복내면 반석리 520                   | 보성군               | 1985년 2월 25일 지정                                                       |      |
| 123호 |      | 광주향교 (光州鄕校)                                                                 | 전남 미분류 남구 구동 22                        |                      | 1985년 2월 25일 지정, 1986년 11월 1일 해제, 광주 유형문화재 제9호로 지정   |      |
| 124호 |      | 능주향교 (綾州鄕校)                                                                 | 전남 화순군 능주면 남정리 328                   | 능주향교             | 1985년 2월 25일 지정                                                       |      |
| 125호 |      | 영광향교 (靈光鄕校)                                                                 | 전남 영광군 영광읍 향교길 32                    | 영광향교             | 1985년 2월 25일 지정                                                       |      |
| 126호 |      | 남평향교 (南平鄕校)                                                                 | 전남 나주시 남평읍 교원리 161-1                 | 남평향교             | 1985년 2월 25일 지정                                                       |      |
| 127호 |      | 순천향교 (順天鄕校)                                                                 | 전남 순천시 금곡동 182                          | 순천향교             | 1985년 2월 25일 지정                                                       |      |
| 128호 |      | 나주향교 (羅州鄕校)                                                                 | 전남 나주시 교동 32-1                           | 나주향교             | 1985년 2월 25일 지정, 2007년 7월 31일 해제 사적 제483호로 지정             | ,    |
| 129호 |      | 병영성홍교 (兵營城虹橋)                                                             | 전남 강진군 병영면 성동리 323-3                 | 강진군               | 1986년 2월 7일 지정                                                        |      |
| 130호 |      | 유마사부도 (유마寺浮屠)                                                             | 전남 화순군 남면 유마리                         |                      | 1986년 2월 7일 지정, 1992년 2월 15일 해제, 보물 제1116호로 승격            |      |
| 131호 |      | 장성내계리오층석탑 (長城內溪里五層石塔)                                             | 전남 장성군 삼계면 내계리 51                    | 박동희               | 1986년 2월 7일 지정                                                        |      |
| 132호 |      | 화엄사구층암석등 (華嚴寺九層庵石燈)                                                 | 전남 구례군 마산면 황전리 12                    | 화엄사               | 1986년 2월 7일 지정                                                        |      |
| 133호 |      | 구례사도리석불좌상 (求禮沙圖里石佛坐像)                                             | 전남 구례군 마산면 사도리 산33-1                | 이종기               | 1986년 2월 7일 지정                                                        |      |
| 134호 |      | 천관사석등 (天冠寺石燈)                                                             | 전남 장흥군 관산읍 농안리 740                   | 천관사               | 1986년 2월 7일 지정                                                        |      |
| 135호 |      | 천관사오층석탑 (天冠寺五層石塔)                                                     | 전남 장흥군 관산읍 농안리 740                   | 천관사               | 1986년 2월 7일 지정                                                        |      |
| 136호 |      | 백련사대웅전 (白蓮寺大雄殿)                                                         | 전남 강진군 도암면 만덕리 246                   | 백련사               | 1986년 2월 7일 지정                                                        |      |
| 137호 |      | 백련사사적비 (白蓮寺事蹟碑)                                                         | 전남 강진군 도암면 만덕리 246                   | 백련사               | 1986년 2월 7일 지정, 2004년 1월 26일 해제, 보물 제1396호로 승격            |      |
| 138호 |      | 용추사부도군 (龍추寺浮屠群)                                                         | 전남 담양군 용면 용연리                         |                      | 1986년 2월 7일 지정, 1992년 3월 9일 해제, 일부 도난으로 인한 해제          |      |
| 139호 |      | 용흥사부도군 (龍興寺浮屠群)                                                         | 전남 담양군 월산면 용흥리 산86-1                | 용흥사               | 1986년 2월 7일 지정                                                        |      |
| 140호 |      | 보성봉천리오층석탑 (寶城봉천里五層石塔)                                             | 전남 보성군 복내면 봉천리 767                   |                      | 1986년 9월 29일 지정, 1992년 1월 15일 해제, 보물 제1115호로 승격           |      |
| 141호 |      | 보성옥마리오층석탑 (寶城玉馬里五層石塔)                                             | 전남 보성군 노동면 옥마리 348                   | 월림사               | 1986년 2월 7일 지정                                                        |      |
| 142호 |      | 중흥사석조지장보살반가상 (中興寺石造地藏菩薩半跏像)                                 | 전남 광양시 옥룡면 운평리 90-1                  | 중흥사               | 1986년 9월 29일 지정                                                       |      |
| 143호 |      | 영은사석조여래좌상 (靈隱寺石造如來坐像)                                             | 전남 담양군 고서면 금현리 133                   | 영은사               | 1986년 2월 7일 지정                                                        |      |
| 144호 |      | 담양분향리석불입상 (潭陽分香里石佛立像)                                             | 전남 담양군 고서면 분향리 산15                  | 최성수               | 1986년 9월 29일 지정                                                       |      |
| 145호 |      | 미황사응진당 (美黃寺應眞堂)                                                         | 전남 해남군 송지면 서정리 산247                 | 미황사               | 1987년 6월 1일 지정, 1993년 11월 19일 해제, 보물 제1183호로 승격           |      |
| 146호 |      | 곤재우득록목판 (困齋愚得錄木版)                                                     | 전남 함평군 엄다면 엄다리 493                   | 고성정씨종중         | 1987년 6월 1일 지정                                                        |      |
| 147호 |      | 주사선연도등신여량장군유품 (舟師宣宴圖등申汝樑將軍遺品)                             | 전남 보성군 벌교읍 벌교리 623                   | 신계호               | 1987년 6월 1일 지정, 2017년 8월 17일 해제, 보물 제1937호 등 재지정 및 해제 | ,    |
| 148호 |      | 이만유영정 (李萬囿影幀)                                                             | 전남 담양군 남면 지곡리 319 한국가사문학관      | 담양군               | 1987년 6월 1일 지정                                                        |      |
| 149호 |      | 영암월곡리마애여래좌상 (靈岩月谷里磨崖如來坐像)                                     | 전남 영암군 군서면 월곡리 월출산                | 영암군               | 1987년 6월 1일 지정                                                        |      |
| 150호 |      | 도갑사석조 (道岬寺石槽)                                                             | 전남 영암군 군서면 도갑리 6                     | 도갑사               | 1987년 6월 1일 지정                                                        |      |
| 151호 |      | 도갑사오층석탑 (道岬寺五層石塔)                                                     | 전남 영암군 군서면 도갑리 6                     | 도갑사               | 1987년 6월 1일 지정, 2005년 6월 13일 해지, 보물 제1433호로 승격            |      |
| 152호 |      | 도갑사수미왕사비 (道岬寺守眉王師碑)                                                 | 전남 영암군 군서면 도갑리 6                     | 도갑사               | 1987년 6월 1일 지정                                                        |      |
| 153호 |      | 영광단주리당간지주 (靈光丹朱里幢竿支柱)                                             | 전남 영광군 영광읍 단주리 306-5                 | 영광군               | 1987년 6월 1일 지정                                                        |      |
| 154호 |      | 강진남강사주자갈필목판일괄 (康津南康祠朱子葛筆木版一括)                             | 전남 강진군 강진읍 교촌리 404                   | 강진향교             | 1987년 6월 1일 지정                                                        |      |
| 155호 |      | 돌산군관청 (突山軍官廳)                                                             | 전남 여수시 돌산읍 방답길 51-6(군내리)          | 여수시               | 1987년 9월 18일 지정                                                       |      |
| 156호 |      | 선암사무우전부도 (仙岩寺無憂殿浮屠)                                                 | 전남 순천시 승주읍 죽학리 산48-1                | 선암사               | 1987년 9월 18일 지정, 1993년 11월 19일 해제, 보물 제1185호로 승격          |      |
| 157호 |      | 선암사대각암부도 (仙岩寺大刻庵浮屠)                                                 | 전남 순천시 승주읍 죽학리 산48-1                | 선암사               | 1987년 9월 18일 지정 1992년 1월 15일 해제, 보물 제1117호로 승격            |      |
| 158호 |      | 고흥용산리석조보살좌상 (高興龍山里石造菩薩坐像)                                     | 전남 고흥군 두원면 용산리 산143                 | 고흥군               | 1987년 9월 18일 지정                                                       |      |
| 159호 |      | 불갑사사천왕상 (佛甲寺四天王像)                                                     | 전남 영광군 불갑면 불갑사로 450                 | 불갑사               | 1987년 9월 18일 지정                                                       |      |
| 160호 |      | 곡성함허정 (谷城涵虛亭)                                                             | 전남 곡성군 입면 제월리 1016                    | 심해섭               | 1988년 3월 16일 지정                                                       |      |
| 161호 |      | 고산사석불입상 (高山寺石佛立像)                                                     | 전남 장흥군 장평면 용강리 산29-5                | 고산사               | 1988년 3월 16일 지정                                                       |      |
| 162호 |      | 서능정려비 (徐稜旌閭碑)                                                             | 전남 장성군 북일면 박산리 128                   | 장성서씨종중         | 1988년 3월 16일 지정                                                       |      |
| 163호 |      | 장성죽림사고문서일괄 (長城竹林祠古文書一括)                                         | 전남 장성군 북이면 만무리 326-1                 | 봉산이씨문중         | 1988년 12월 21일 지정                                                      |      |
| 164호 |      | 반계사유물일괄 (盤谿祠遺物一括)                                                     | 전남 장흥군 장동면 반산리 339                   | 영광정씨종중         | 1988년 12월 21일 지정                                                      |      |
| 165호 |      | 문익점부조묘관련문서일괄 (文益漸不조廟關聯文書一括)                                 | 전남 보성군 미륵면 도개리 528-1                 | 남평문씨문중         | 1988년 12월 21일 지정                                                      |      |
| 166호 |      | 해남 대흥사 서산대사 의발 등 유물 일괄 (海南 大興寺 西山大師 衣鉢 等 遺物一括)      | 전남 해남군 삼산면 구림리 799 대흥사 성보박물관 | 대흥사               | 1990년 2월 24일 지정, 2002년 12월 7일 해제, 보물 제1357호로 승격           |      |
| 167호 |      | 대흥사 서산대사유물 (大興寺 西山大師遺物)                                           | 전남 해남군 삼산면 구림리 799                   | 대흥사               | 1990년 2월 24일 지정, 2002년 12월 7일 해제, 보물 제1357호로 승격           |      |
| 168호 |      | 해남윤씨족보목판 (海南尹氏族譜木板)                                                 | 전남 강진군 도암면 강정리 82                    | 해남윤씨종중         | 1990년 2월 24일 지정                                                       |      |
| 169호 |      | 선암사원통전 (仙岩寺圓通殿)                                                         | 전남 순천시 승주읍 죽학리 802                   | 선암사               | 1990년 2월 24일 지정                                                       |      |
| 170호 |      | 낙안객사 (樂安客舍)                                                                 | 전남 순천시 낙안면 동내리 401                   | 순천시               | 1990년 2월 24일 지정                                                       |      |
| 171호 |      | 함평해보리석불입상 (咸平海保里石佛立像)                                             | 전남 함평군 함평읍 함평리 154-1                 | 함평군               | 1990년 2월 24일 지정                                                       |      |
| 172호 |      | 함평보광사범종 (咸平普光寺梵鐘)                                                     | 전남 함평군 함평읍 함평리 288                   | 보광사               | 1990년 2월 24일 지정                                                       |      |
| 173호 |      | 벌교도마교및석비 (筏橋逃馬橋및石碑)                                                 | 전남 보성군 벌교읍 전동리 181                   | 보성군               | 1990년 12월 5일 지정                                                       |      |
| 174호 |      | 고흥이충무공친필첩자 (高興李忠武公親筆帖子)                                         | 전남 고흥군 두원면 대전리 91                    | 고령신씨종중         | 1990년 12월 5일 지정                                                       |      |
| 175호 |      | 영광연흥사소장묘법연화경 (靈光烟興寺所藏妙法蓮華經)                                 | 전남 영광군 군남면 육창로 2                     | 연흥사               | 1990년 12월 5일 지정                                                       |      |
| 176호 |      | 도갑사도선국사진영 (道岬寺道詵國師眞影)                                             | 전남 영암군 군서면 도갑리 8                     | 도갑사               | 1990년 12월 5일 지정                                                       |      |
| 177호 |      | 도갑사수미왕사진영 (道岬寺守眉王師眞影)                                             | 전남 영암군 군서면 도갑리 8                     | 도갑사               | 1990년 12월 5일 지정                                                       |      |
| 178호 |      | 무안약사사석불입상 (務安藥師寺石佛立像)                                             | 전남 무안군 무안읍 성동리 842-9                 | 약사사               | 1990년 12월 5일 지정                                                       |      |
| 179호 |      | 대흥사관음보살도 (大興寺觀音菩薩圖)                                                 | 전남 해남군 삼산면 구림리 799                   | 대흥사               | 1991년 7월 19일 지정                                                       |      |
| 180호 |      | 운곡사소장광해군교서 (雲谷寺所藏光海君敎書)                                         | 전남 고흥군 고흥읍 호동리 730                   | 운곡사               | 1991년 7월 19일 지정, 2000년 12월 22일 해제, 보물 제1304호로 승격          |      |
| 181호 |      | 옥산서실소장품일괄 (玉山書室所藏品一括)                                             | 전남 해남군 옥천면 송산리 129                   | 수원백씨옥봉공파문중 | 1991년 7월 19일 지정                                                       |      |
| 182호 |      | 광양송천사지회은장노비 (光陽松川寺址悔隱長老碑)                                     | 전남 광양시 옥룡면 동곡리 산196-1               | 광양시               | 1992년 3월 9일 지정                                                        |      |
| 183호 |      | 영암녹동서원소장목판및고문서류 (靈巖鹿洞書院所藏木版및古文書類)                     | 전남 영암군 영암읍 교동리 356                   | 녹동서원             | 1992년 11월 30일 지정                                                      |      |
| 184호 |      | 벽류정 (碧流亭)                                                                     | 전남 나주시 세지면 벽산리 475                   | 광산김씨벽류공파문중 | 1992년 11월 30일 지정                                                      |      |
| 185호 |      | 화순만연사괘불 (和順萬淵寺掛佛)                                                     | 전남 화순군 화순읍 동구리 179                   | 만연사               | 1994년 1월 31일 지정, 2002년 7월 2일 해제, 보물 제1345호로 승격            |      |
| 186호 |      | 구례대전리석불입상 (求禮大田里石佛立像)                                             | 전남 구례군 광의면 대전리 산46                  | 구례군               | 1994년 1월 31일 지정, 2002년 7월 2일 해제,                                 |      |
| 187호 |      | 흥국사관세음보살탱화 (興國寺觀世音菩薩幀畵)                                         | 전남 여수시 중흥동 17                           | 흥국사               | 1994년 12월 5일 지정, 2002년 1월 2일 해제, 보물 제1332호로 승격            |      |
| 188호 |      | 강진옥련사목조여래좌상 (康津玉蓮寺木造如來坐像)                                     | 전남 강진군 강진읍 덕남리 산7                   | 옥련사               | 1995년 12월 26일 지정                                                      |      |
| 189호 |      | 강진구곡사소장익재이제현상과백사이항복상 (康津龜谷祠所藏益齋李齊賢像과白沙李恒福像) | 전남 강진군 대구면 구수리 895                   | 경주이씨문중         | 1995년 12월 26일 지정                                                      |      |
| 190호 |      | 나주죽림사소장괘불 (羅州竹林寺所藏掛佛)                                             | 전남 나주시 남평읍 산1                          | 죽림사               | 1997년 5월 15일 지정, 1998년 6월 29일 해제, 보물 제1279호로 승격           |      |
| 191호 |      | 장흥전의상암지석불입상 (長興傳義湘庵址石佛立像)                                     | 전남 장흥군 유치면 봉덕리 45 보림사             | 보림사               | 1998년 2월 5일 지정                                                        |      |
| 192호 |      | 담양오룡리석불입상 (潭陽五龍里石佛立像)                                             | 전남 담양군 무정면 오룡리 산38                  | 차형철               | 1998년 2월 5일 지정                                                        |      |
| 193호 |      | 장흥구룡리마애여래좌상 (長興九龍里磨崖如來坐像)                                     | 전남 장흥군 부산면 구룡 산52                    | 장흥군               | 1998년 2월 5일 지정                                                        |      |
| 194호 |      | 보림사사천왕상복장계초심학인문 (寶林寺四天王像腹藏戒初心學人文)                     | 전남 장흥군 유치면 봉덕리 45 보림사             | 보림사               | 1998년 8월 20일 지정                                                       |      |
| 195호 |      | 보림사사천왕상복장고봉화상선요 (寶林寺四天王像腹藏高峰和尙禪要)                     | 전남 장흥군 유치면 봉덕리 45 보림사             | 보림사               | 1998년 8월 20일 지정                                                       |      |
| 196호 |      | 보림사사천왕상복장금강반야론 (寶林寺四天王像腹藏金剛般若論)                         | 전남 장흥군 유치면 봉덕리 45 보림사             | 보림사               | 1998년 8월 20일 지정                                                       |      |
| 197호 |      | 보림사사천왕상복장대방광원각수다라료의경 (寶林寺四天王像腹藏大方廣圓覺修多羅了義經) | 전남 장흥군 유치면 봉덕리 45 보림사             | 보림사               | 1998년 8월 20일 지정                                                       |      |
| 198호 |      | 보림사사천왕상복장대전화상주심경 (寶林寺四天王像腹藏大顚和尙注心經)                 | 전남 장흥군 유치면 봉덕리 45 보림사             | 보림사               | 1998년 8월 20일 지정                                                       |      |
| 199호 |      | 보림사사천왕상복장몽산화상육도보설 (寶林寺四天王像腹藏蒙山和尙六道普說)             | 전남 장흥군 유치면 봉덕리 45 보림사             | 보림사               | 1998년 8월 20일 지정                                                       |      |
| 200호 |      | 보림사사천왕상복장불설사십이장경 (寶林寺四天王像腹藏佛設四十二藏經)                 | 전남 장흥군 유치면 봉덕리 45 보림사             | 보림사               | 1998년 8월 20일 지정                                                       |      |